# Битва при Ортезе (1814)
Битва при Ортезе (фр. Bataille d'Orthez) — сражение, произошедшее 27 февраля 1814 года на юге Франции между армией союзников под командованием фельдмаршала Веллингтона и французской армией маршала Сульта. 
Численное уступавшие противнику французы отразили несколько атак союзников на правом фланге, но центр и левый фланг были сломлены, и Сульт был вынужден отступить. Сначала отвод войск проходил упорядоченно, но в конечном итоге закончился паническим бегством, и множество французских солдат попало в плен. Столкновение произошло ближе к концу Пиренейских войн.
В середине февраля армия Веллингтона вышла из небольшой области завоеванной территории около Байонны. Двигаясь на восток, союзники оттеснили французов от нескольких рек. После небольшого перерыва самый западный корпус союзников окружил и изолировал Байонну. Возобновив движение на восток, оставшиеся два корпуса союзников оттеснили армию Сульта обратно к Ортезу, где французский маршал решил принять бой. В последующем Сульт решил не оборонять большой западный порт Бордо и отступить на восток к Тулузе. Следующим эпизодом войны была битва при Тулузе.

## Перед битвой

### Войска
Битва при Ниве закончилась 13 декабря 1813 года, когда армия Веллингтона отразила последнюю из атак Сульта. На этом боевые действия 1813 года завершились. Сульт атаковал армию союзников, разделенную рекой Нив, но не смог нанести сокрушительное поражение. После этого французы отступили в Байонну и расположились на зимних квартирах. Проливные дожди привели к прекращению боёв в течение следующих двух месяцев. После битвы при Нивеле 10 ноября 1813 года испанские войска Веллингтона вышли из-под контроля в захваченных французских деревнях. В ужасе от мысли, что это может спровоцировать партизанскую войну со стороны французских гражданских лиц, британский командующий поддерживал строгую дисциплину в своих британских и португальских частях и отправил домой большую часть своих испанских войск. Поскольку испанская дивизия Пабло Морильо оплачивалась и снабжалась британским правительством, она была оставлена в армии союзников. Политика Веллингтона оказалась успешной; его солдаты вскоре обнаружили, что охрана дорог в тылу армии больше не требуется.
В январе 1814 года Сульт отправил подкрепление Наполеону. Для участия в северо-восточной французской кампании 1814 года были направлены 7-я и 9-я пехотные дивизии и драгуны Анн Франсуа Шарля Трельяра. В общей сложности это составило 11 015 пехотинцев под командованием Жана Франсуа Леваля и Пьера Франсуа Жозефа Буайе, а также 3420 кавалеристов в бригадах Пьера Исмера, Франсуа Леона Ормансе и Луи Эрнеста Жозефа Спарра. У Сульта остались 1-я дивизия под командованием Максимильена Себастьена Фуа (4600 человек), 2-я дивизия во главе с Жаном Бартелеми Дарманьяком (5500 человек человек), 3-я дивизия под командованием Луи Жана Николя Аббе (5300 человек), 4-я дивизия под руководством Элуа Шарльманя Топена (5600 человек), 5-я дивизия под командованием Жан-Пьера Марансена (5000 человек), 6-я дивизия под руководством Эжен-Казимира Вийята (5200 человек), 8-я дивизия под командованием Жана Изидора Ариспа (6600 человек) и кавалерийская дивизия под руководством Пьер-Бенуа Сульта (3800 человек). У Сульта были 7300 артиллеристов, инженеров и кучеров, а также гарнизоны Байонны (8800 человек) и Сен-Жан-Пье-де-Пор (2400 человек).
Армия Веллингтона состояла из 1-й дивизии под командованием Кеннета Говарда (6898 человек), 2-й дивизии под командованием Уильяма Стюарта (7780 человек), 3-й дивизии во главе с Томасом Пиктоном (6626 человек), 4-й дивизии под руководством Лоури Коула (5952 человека), 5-й дивизии под командованием Эндрю Хэя (4553 человека), 6-й дивизии под командованием Генри Клинтона (5571 человек), 7-й дивизии во главе с Джорджем Таунсендом Уокером (5643 человека), Лёгкой дивизии под командованием Карла фон Альтена (3480 человек), португальской дивизии под руководством Карлоса Лекора (4465 человек) и испанской дивизии во главе с Морильо (4924 человека). Степлтон Коттон командовал тремя британскими лёгкими кавалерийскими бригадами под командованием Генри Фейна (765 человек), Хасси Вивиан (989 человек) и Эдварда Сомерсета (1619 человек). Было также три независимых пехотных бригады, 1816 англичан во главе с Мэтью Уитвортом-Эйлмером, 2185 португальцев под руководством Джона Уилсона и 1614 португальцев под руководством Томаса Брэдфорда.

### Военные действия

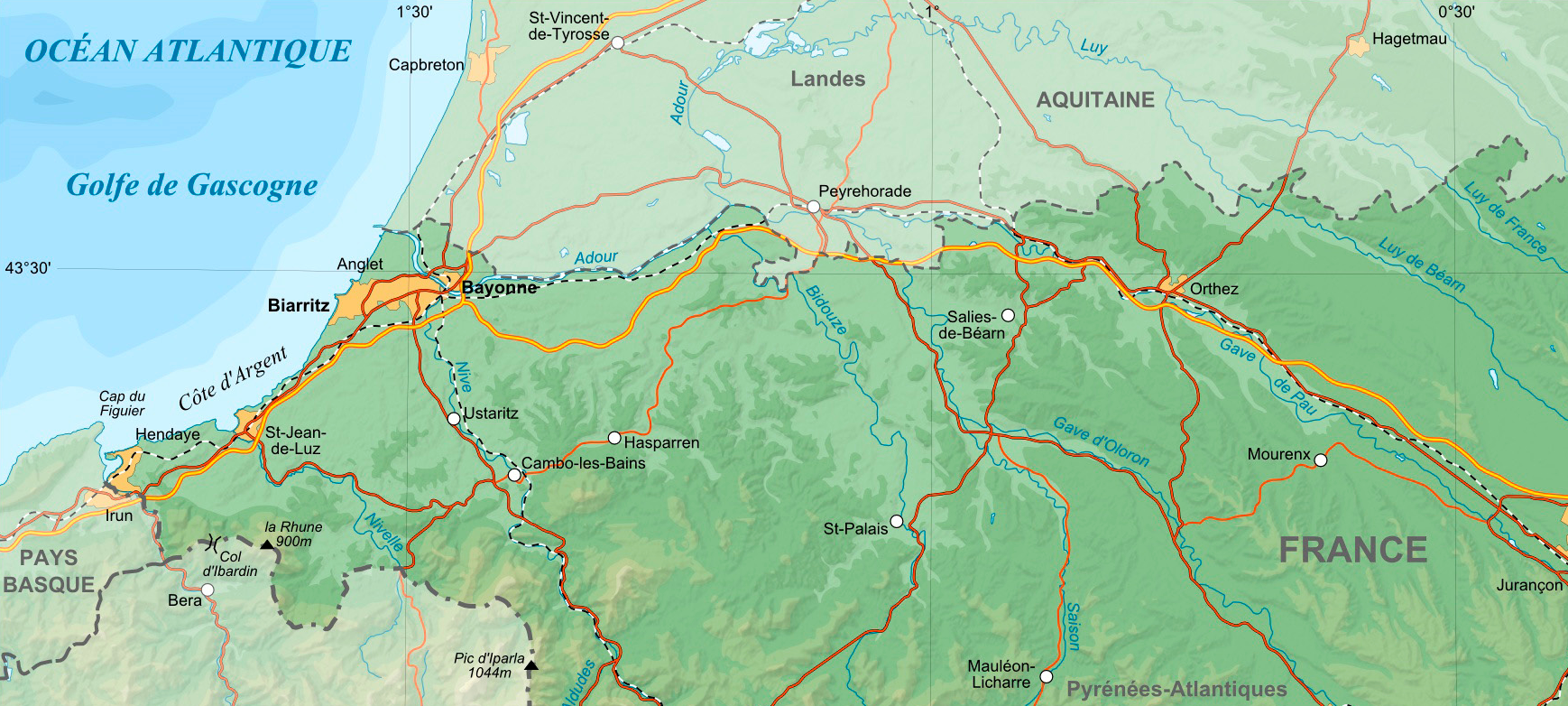
На карте департамента Атлантических Пиреней Байонна на побережье слева, Сен-Пале на Бидузе внизу в центре и Ортез на Гав-де-По справа в центре.

Веллингтон планировал использовать бо́льшую часть своей армии, чтобы оттеснить основную часть сил Сульта на восток от Байонны. Как только французская армия оказалась бы достаточно далеко на востоке, силы союзников должны были захватить мост через реку Адур к западу от Байонны и окружить эту крепость. Поскольку армия Сульта была ослаблена дезертирством трёх дивизий, армия Веллингтона была достаточно сильна, чтобы рискнуть разделить её на две части. Сульт хотел удержать своего противника в клине на оккупированной французской территории. Сильный гарнизон Байонны блокировал северную сторону оккупированного союзниками района. К востоку от города три французские дивизии удерживали линию вдоль Адура до Порт-де-Ланна. Восточная сторона района была защищена четырьмя французскими дивизиями вдоль реки Жуайёз далеко на юг, до Элета. Оттуда кавалерийские патрули образовали кордоны до крепости Сен-Жан-Пье-де-Пор в Пиренеях.
14 февраля Веллингтон начал наступление на восток. На правом фланге находился корпус Роланда Хилла, насчитывающий 20 000 человек, в который входили 2-я и 3-я дивизии, португальская и испанская дивизии Лекора и кавалерия Фейна. Основная колонна Хилла направилась в сторону дивизии Ариспа в Элете. Пиктон наступал на левом фланге на дивизии Вийята в Бонлоке, а Морильо повёл своих людей через предгорья на правом фланге. 15 февраля колонна Хилла победила дивизию Ариспа в битве при Гаррисе и вынудила французов покинуть Сен-Пале и линию реки Бидуз.

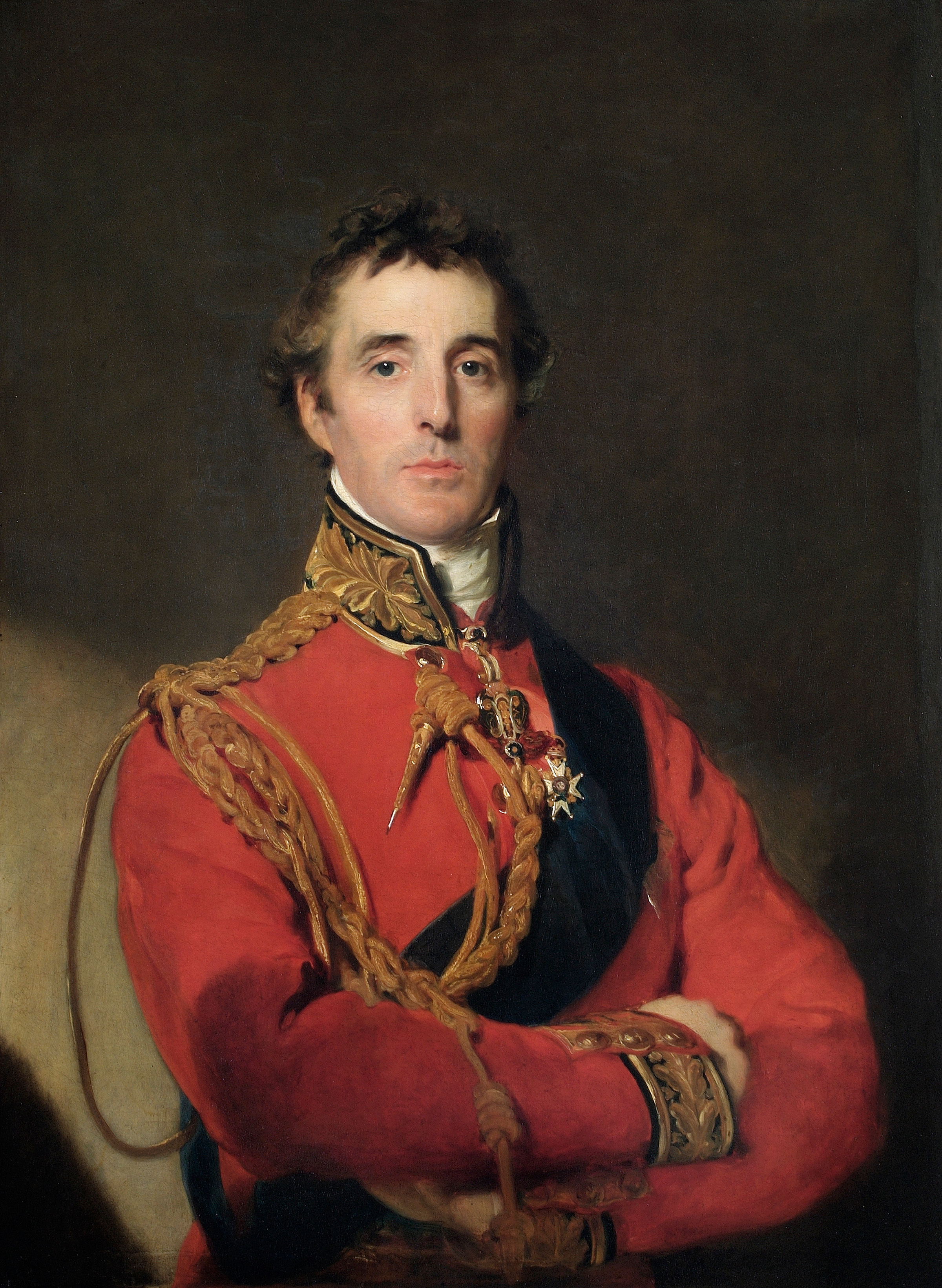
Маркиз Веллингтон

Левый фланговый корпус союзников численностью 16 400 человек под командованием Уильяма Бересфорда начал наступление 16 февраля, стремясь к деревне Бидаш. Корпус Бересфорда состоял из 4-й, 6-й, 7-й и Лёгкой дивизий, а также конницы Сомерсета и Вивиана. Всего у Веллингтона было 42 000 пехотинцев и 3000 кавалеристов, наступающих на восток. В ответ на давление союзников Сульт присоединил две из трех дивизий к северу от Адура к четырём дивизиям, расположенным дальше на восток. В результате образовалась полевая армия из 32 000 пехотинцев и 3800 кавалеристов. Французским дивизиям было приказано сформировать новую линию за рекой Гав-д’Олорон, вдоль линии от Перорада к Совтер-де-Беарн и далее до Наварренса. 17 февраля корпус Хилла переправился через реку Сайсон, пробив ещё одну французскую оборонительную линию. Французский маршал послал дивизию Аббе на защиту Байонны — сомнительный шаг, который оставил ему меньше войск для сражения с Веллингтоном. К 18 февраля войска Сульт заняли позиции на Гав-д’Олорон. В тот день погода снова испортилась, вызвав очередную паузу в боевых действиях.
Во время затишья Веллингтон приказал корпусу Джона Хоупа начать изоляцию Байонны. Так как ширина Адура ниже Байонны составляла 300 ярдов (274 м), с высотой приливов 14 футов (4,3 м), Сульт не подозревал, что союзники попытаются там переправиться, и не охранял северный берег. Учитывая, что наступление союзников требовало переправы через несколько рек, французский маршал считал, что у его врагов не хватит для этого лодок и понтонов. 23 февраля Хоуп отправил через Адур восемь отрядов из 1-го дивизиона, чтобы создать предмостный плацдарм. В тот вечер с помощью ракет Конгрива они разогнали два французских батальона, которые были направлены для предотвращения вторжения. На следующий день 34 судна весом от 30 до 50 тонн зашли в устье Адура, были пришвартованы вместе, и на их палубах была построена переправа. К вечеру 26 февраля Хоуп переправил 15 000 из 31 000 человек на северный берег. Потеряв 400 человек во время успешного захвата пригорода Сен-Этьена, союзники окружили Байонну 27 февраля. Французские боевые потери составляли только 200 человек. Осада тянулась до 14 апреля, когда разразился кровавый и бессмысленный бой при Байонне.
24 февраля Веллингтон начал новое наступление против армии Сульта. Для этой операции корпус Хилла был усилен 6-й и лёгкой дивизиями. Бересфорд с двумя дивизиями устроил отвлекающий манёвр, атаковав северный фланг французов. Пиктон должен был лишь удерживать позицию напротив Совтера, но он нашёл явно неохраняемый брод на расстоянии около 1000 ярдов (914 м) от моста, и переправил через него четыре лёгкие роты из бригады Джона Кина. После крутого подъёма они достигли вершины, но были отброшены батальоном 119-й пехотного линейного полка из дивизии Вийята. Во время отступления вниз по склону и через реку около 30 человек были взяты в плен, несколько утонули; около 80 из 250 человек погибли. Хилл построил лодочный мост и перебросил 20000 военнослужащих через Гав-д’Олорон во Вьельнав-де-Наварренсе между Совтером и Наварренсом. Увидев, что его позиция находится под угрозой, Сульт приказал отступить к Ортезу на реке Гав-де-По.

## Сражение

### Планы и силы

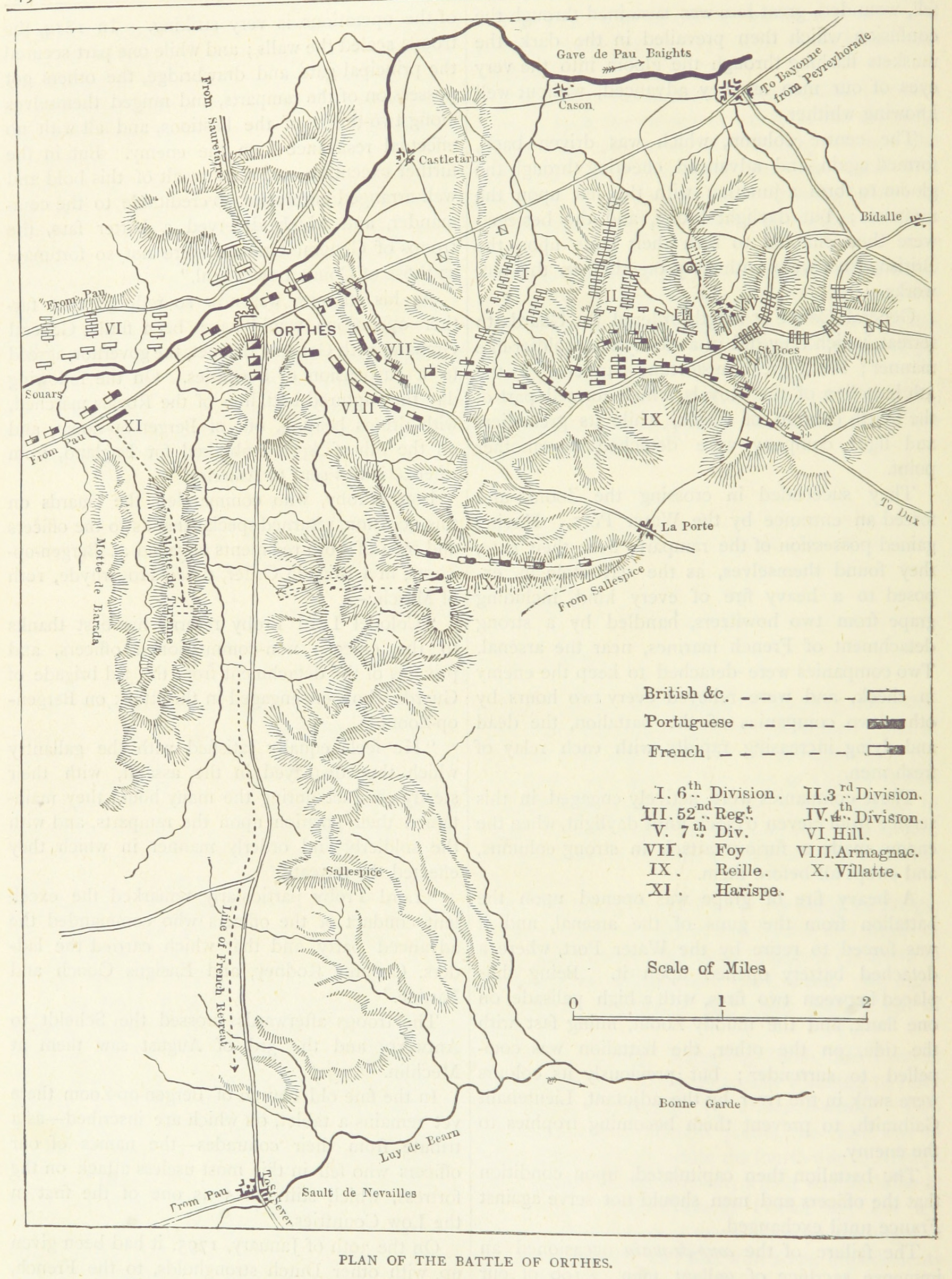
Карта битвы при Ортезе показывает союзные отряды белым, а французские черно-белым. Север внизу.

Поскольку Веллингтон стремился не вступать в бой, он попытался обойти Сульта с фланга. Он послал Бересфорда пересечь Гав-де-По ниже по течению в Лаонтане и обогнуть правый фланг Сульта. В то же время корпус Хилла двинулся прямо к Ортезу. К 25 февраля Сульт собрал свою армию в Ортезе и начал сражение с союзниками. У французского маршала было 33 000 пехотинцев, 2000 кавалеристов, 1500 артиллеристов и саперов при поддержке 48 полевых орудий. Силы Веллингтона насчитывали 38 000 пехотинцев, 3300 кавалеристов, 1500 артиллеристов и саперов при поддержке 54 артиллерийских орудий. Пять батальонов отсутствовали. Столкнувшись с Сультом в боевом настроении, британский командующий планировал отправить Бересфорда, чтобы сломать правый фланг Сульта, в то время как Пиктон и три дивизии должны были навязать бой французскому центру. Тем временем корпус Хилла должен был атаковать Ортез, пересечь Гав-де-По и окружить французский левый фланг. При удачном стечении обстоятельств Сульт был бы зажат между Бересфордом и Хиллом и разбит.

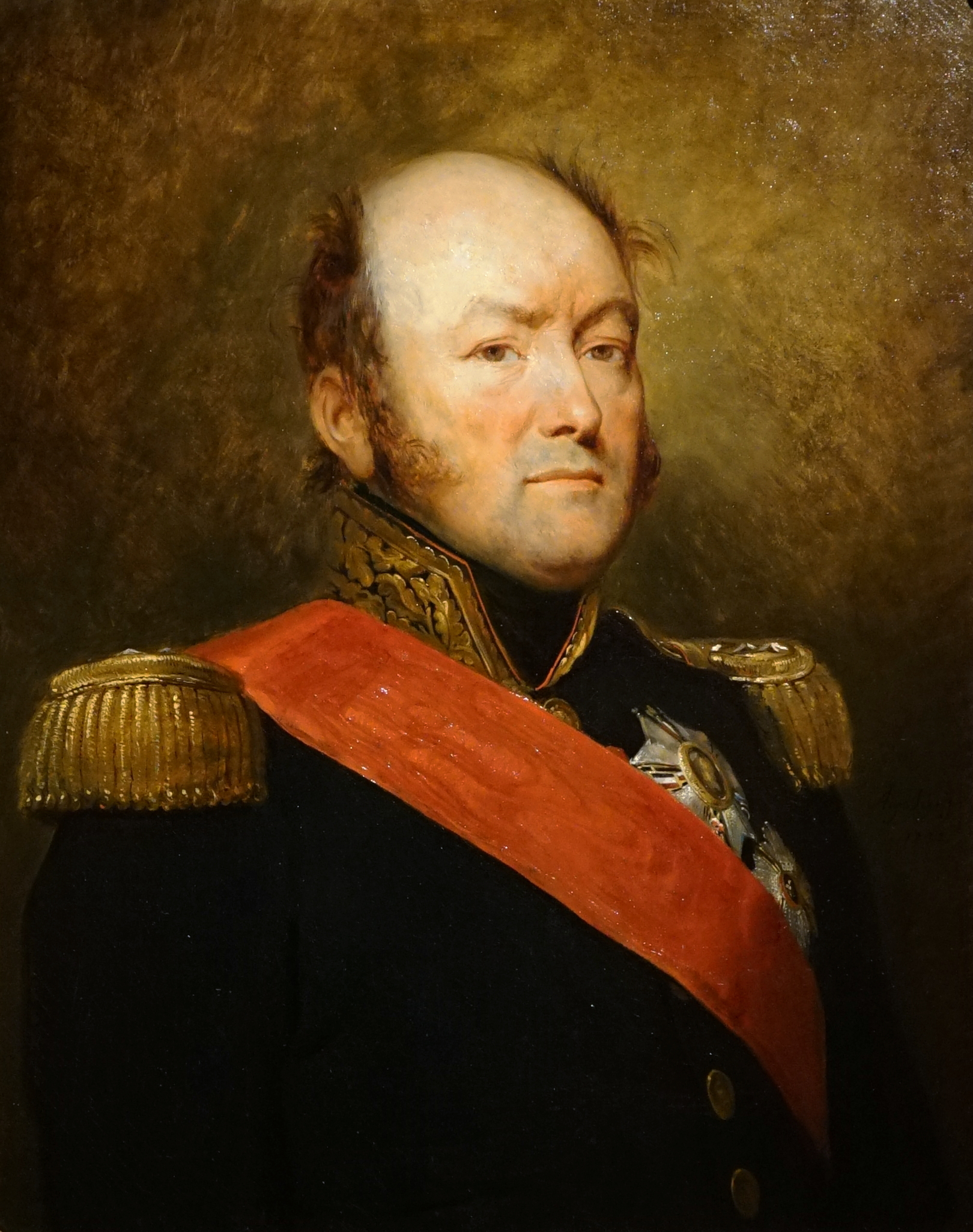
Граф д’Эрлон

В районе Ортеза Гав-де-По течёт примерно с юго-востока на северо-запад. Поскольку Бересфорд уже находился на том же берегу Гав-де-По, что и французы, река защищала только позиции Сульта к востоку от Ортеза. Однако к северу от Ортеза с востока на запад до деревни Сен-Боэс тянется хребет, высота которого составляет около 500 футов (152 м); дорога от Ортеза к Даксу проходит по его гребню. Холмы на фермах Лафори, Люк и Плассот ещё выше; последний возвышается на 595 футов (181 м) над Сен-Боэсом. На этих трёх вершинах была установлена французская артиллерия. Помимо Сен-Боэса, к хребту можно подойти с запада по двум отрогам, между которыми лежат болотистые почвы.
Сульт разместил четыре с половиной дивизии вдоль этого хребта, одну дивизию в Ортезе и одну дивизию в резерве. В отличие от других дивизий, в которых было две бригады, в дивизии Ариспа было три бригады. Его третья бригада под командованием Мари Огюста Пари находилась несколько в стороне от правого фланга. Справа налево, хребет удерживали дивизии Топена, Клода Пьера Руже, Дарманьяка и Фуа. Руже временно командовал дивизией Марансена. Оставшиеся две бригады Ариспа удерживали Ортез, в то время как дивизия Вийята находилась в резерве к северу от Ортеза. Оноре Шарль Рейль командовал дивизиями Топена, Руже и Пари на правом фланге, Жан-Батист Друэ, граф д’Эрлон возглавил дивизии Дарманьяка и Фуа в центре, а Бертран Клозель контролировал дивизии Ариспа и Вийята на левом фланге. Кавалерия Пьера Сульта была разбросана. 2-й гусарский и 22-й шассёрский эскадроны находились недалеко от По и в бою не участвовали. 13-й, 15-й и 21-й шассёрские отошли к Ариспу, д’Эрлону и Рейлю соответственно, в то время как 5-й и 10-й шассёрские находились в резерве.
Веллингтон планировал отправить 4-ю дивизию Коула при поддержке 7-й дивизии Уокера атаковать западный конец хребта под руководством Бересфорда. Пиктон возглавил бы свою собственную 3-ю дивизию и 6-ю дивизию Клинтона, удерживая на месте центр французов. Корпусу Хилла было приказано совершить отвлекающий манёвр португальской бригадой у Ортеза и держать его две дивизии готовыми пересечь Гав-де-По к востоку от Ортеза. Лёгкая дивизия фон Альтена была скрытно размещена за старым римским лагерем, в котором Веллингтон разместил свою штаб-квартиру. Лагерь находился между колоннами Бересфорда и Пиктона. Армия союзников численностью 44 402 человек включала в себя 3373 кавалеристов в трёх бригадах и 1512 артиллеристов, инженеров и кучеров. Дивизия Морильо осаждала Наварренс, в то время как пять британских батальонов не присутствовали на поле, так как им выдавали новую форму. 1-й гусарский эскадрон Королевского германского легиона (КГЛ) был частью союзной кавалерии.

### Битва

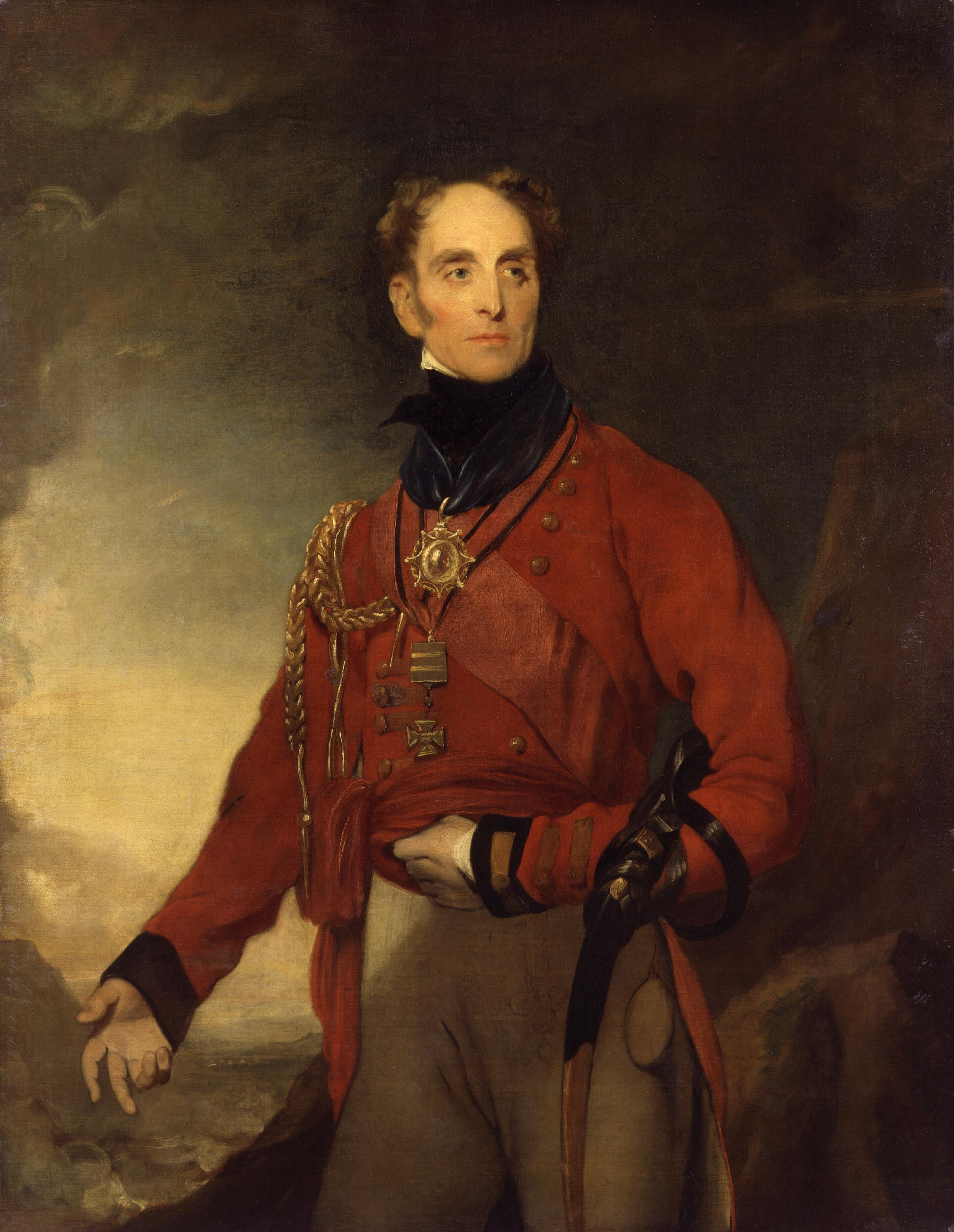
Лоури Коул

Утром 27 февраля 1814 года был легкий мороз, но земля не была замёрзшей. В 8:30 4-я дивизия атаковала дивизию Топена в Сен-Боэсе. Атакующим удалось захватить церковь, стоящую на холме. Бригада Роберта Росса прошла через Сен-Боэс, но была отбита батареей на холме Плассот. Когда его солдаты вернулись в деревню, Коул выдвинул батарею КГЛ, устроив дуэль с артиллерией Топена. Батарея сразу стала целью французских орудий на холмах Плассот и Люк; две пушки были подбиты, а капитан Фредерик Симпер был убит. Коул развернул португальскую бригаду Хосе Васкончеллоса справа от Росса и снова послал войска в бой. Атака вновь была отбита, а Росс был ранен. Последующая контратака войск Топена позволила французам отбить часть Сен-Боэса. Какое-то время наблюдалось затишье, когда обе стороны обстреливали друг друга из домов, но у отряда Васкончеллоса не было прикрытия, и они начали отступать назад. Веллингтон послал им на помощь 1-й касадорский батальон из Лёгкой дивизии. К моменту прибытия подкрепления ряды Коула уже были сломлены. Топен отбил всю деревню и оттеснил союзников обратно на исходную позицию. Бригада Росса потеряла 279 человек, а бригада Васкончеллоса 295 человек.

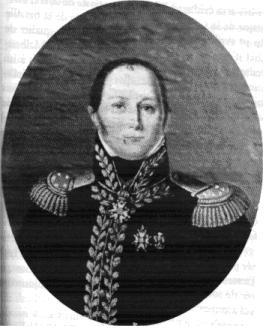
Элуа Топен

Пиктон попробовал атаковать французский центр, но встретил жесткое сопротивление. Тогда он разделил 3-ю дивизию, отправив бригаду Томаса Брисбена вверх по правому отрогу к позиции Фуа, а бригаду Кина по левому отрогу к дивизии Дарманьяка. Кина поддерживала португальская бригада Мэнли Пауэра из 3-й дивизии. За Брисбеном последовала 6-й дивизия Клинтона. Поскольку долины между отрогами были глубокими и болотистыми, обеим группам приходилось идти узкой колонной. Стрелки Пиктона быстро отогнали французские аванпосты. Когда бригады, идущие в авангарде, подверглись точному артиллерийскому обстрелу с холмов Эскориал и Лафори, Пиктон отвёл свои войска немного назад и усилил их семью британскими лёгкими ротами, тремя стрелковыми и 11-м касадорским батальоном. После этого он продолжил наступление, пока не столкнулся с основной линией обороны Сульта; дальше он продвинуться не смог. В течение двух часов Пиктон ждал, пока Бересфорд, тоже атаковавший врага, продвинется вперёд.
Увидев провал своей фланговой атаки, Веллингтон быстро изменил планы. 3-я и 6-я дивизии вместо сдерживания противника должны были возглавить атаку. Она началась около 11:30 утра. Британский командующий направил все имеющиеся силы против французского правого фланга и центра; он оставил в резерве только 2-ю и 3-ю дивизию 95-го полка, 3-й португальский касадорский батальон и 17-й пехотный полк из Лёгкой дивизии. Бригады Росса и Васкончеллоса были отведены и заменены 7-й дивизией. Борьба за Сен-Боэс возобновилась атакой дивизии Уокера и бригады Уильяма Энсона из 4-й дивизии при поддержке двух британских артиллерийских батарей, стрелявших с церковного холма. Четыре батальона атаковали в центре во главе с 6-м пехотным полком. Два батальона были развернуты слева, а португальская бригада Джона Милли Дойла справа. Уставшие солдаты Топена, которые сражались уже около четырёх часов, были отброшены за холм Плассот, где они сгруппировались.

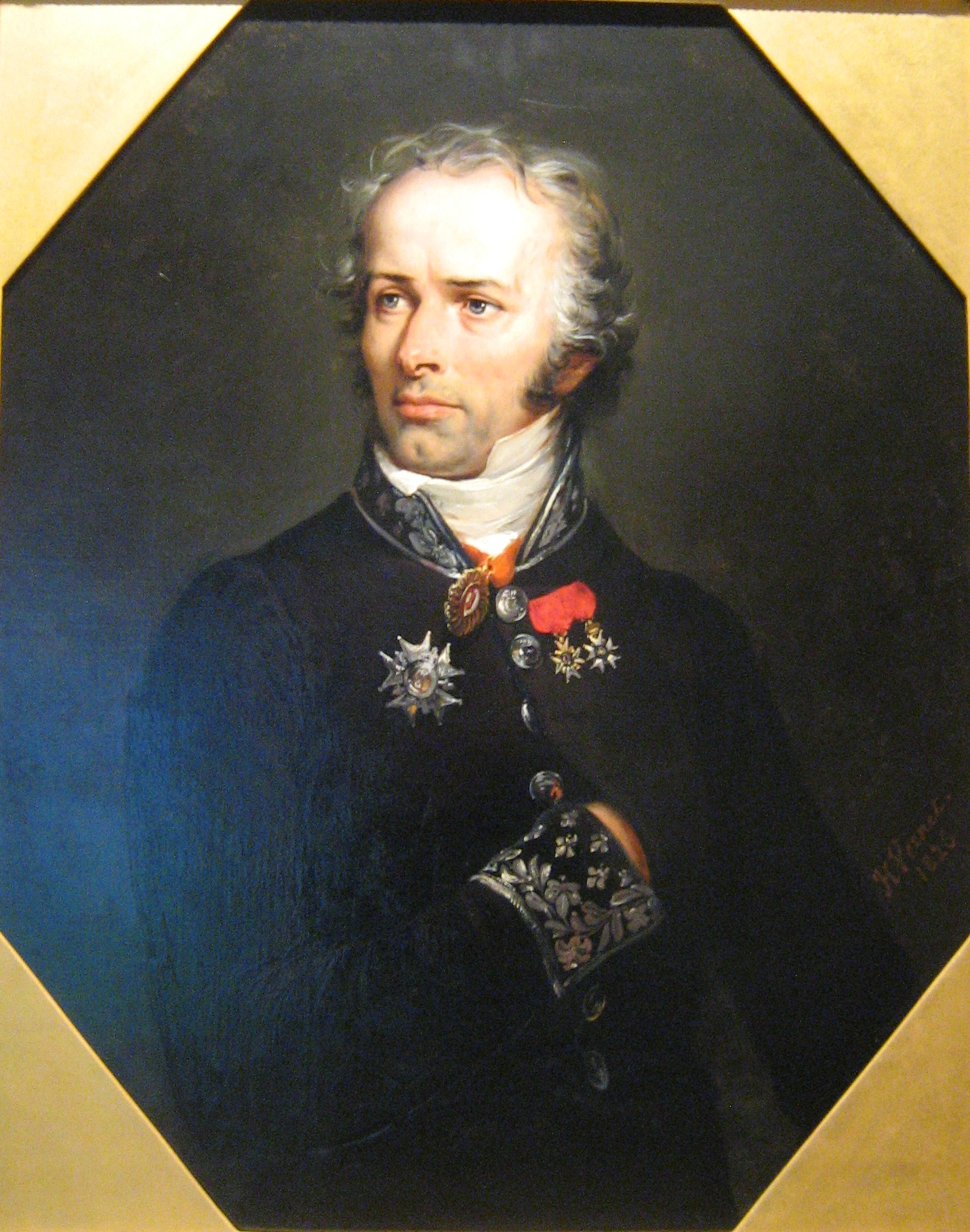
Максимильен Себастьян Фуа

Продвинувшись вперёд, бригада Брисбена попала под артиллерийский огонь, который нанёс ей большой урон. Бригада наконец достигла участка, где орудия не могли её достать, но тут они попали под огонь французских стрелков. Эдвард Пакенхэм убедил Брисбена продолжить атаку. 1-я дивизия 45-го пехотного полка пробилась к вершине хребта, который удерживала бригада Жозефа Франсуа Фририона из дивизии Фуа. Слева от бригады Брисбена две роты 1-й дивизии 88-го пехотного полка охраняли дивизионную артиллерийскую батарею, которая начала обстреливать французские позиции. Сульт заметил угрозу и приказал 21-му шассёрскому эскадрону атаковать. Кавалерия разгромила две роты, причинив им большой урон, а затем стала наступать на артиллеристов. Оставшиеся роты 88-го полка немедленно открыли огонь по французским всадникам, выведя большинство из них из строя. 21-й шассёрский вступили в бой, имея 401 человек, но через 11 дней сообщалось, что в строю осталось только 236 человек. 88-й пехотный потерял 269 убитыми и ранеными, больше, чем любое другое британское подразделение.

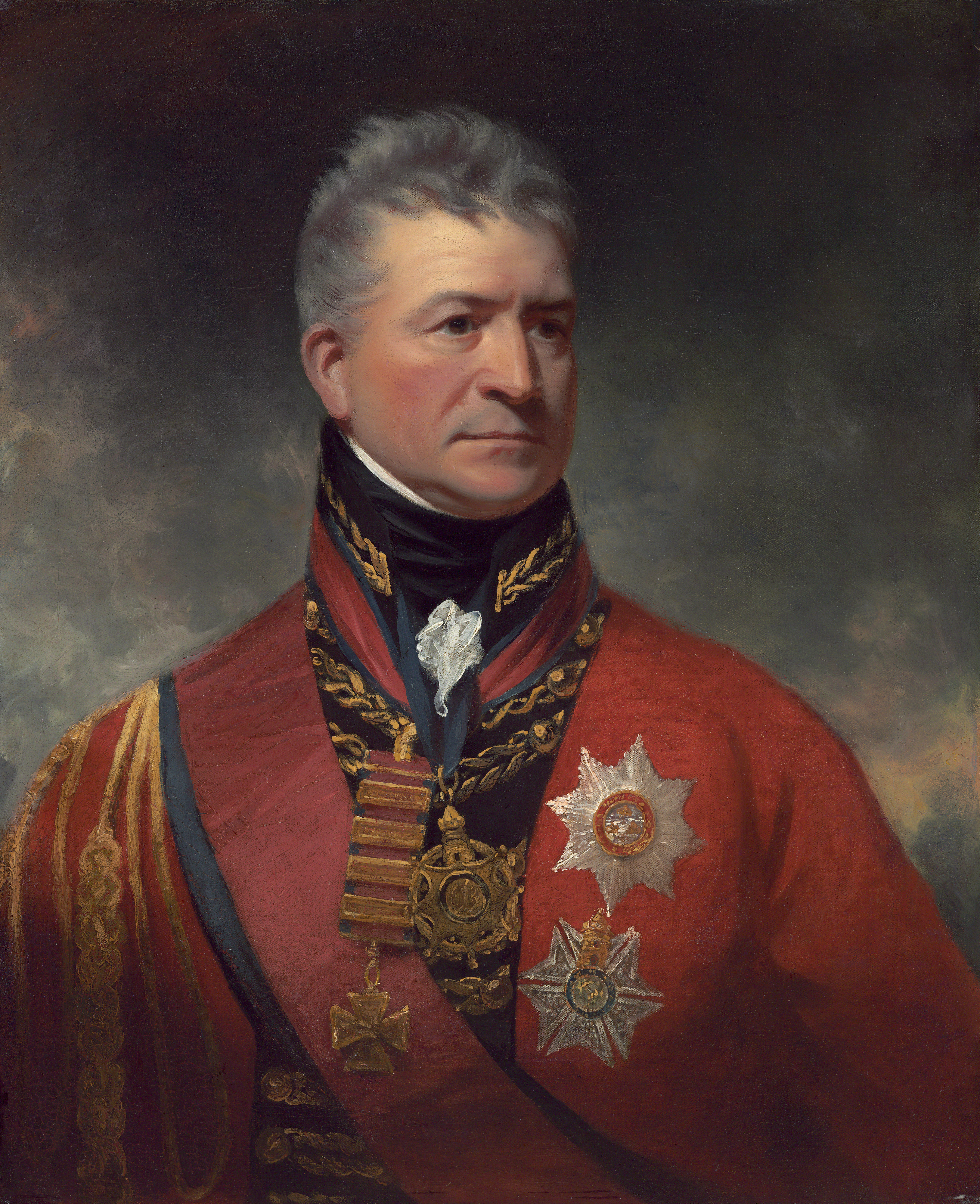
Томас Пиктон

В то время как Фуа шёл позади шеренг, над его головой взорвался шрапнельный снаряд, пуля от которого вонзилась ему в левое плечо. Его ранение снизило боевой дух его солдат, которые начали отступать. Примерно в то же время бригада Брисбена была заменена двумя бригадами 6-й дивизии Клинтона. Свежие войска выпустили залп с близкого расстояния и двинулись в штыковую атаку, оттеснив французов вниз по заднему склону хребта. Бригада Пьера Андре Эркюля Берлье из дивизии Фуа, которая была ближе к Ортезу, отступила после того, как отступление Фририона обнажило её фланг. После отхода Берлье два батальона Ариспа в Ортезе тоже были вынуждены отступить, чтобы избежать пленения. На левом отроге две бригады Пиктона под командованием Кина и Пауэра наступали на дивизию Дарманьяка. После того, как дивизия Фуа отступила, Дарманьяк отошёл назад к следующему хребту, где его войска заняли позицию справа от дивизии Вийята. Дивизионные батареи Пиктона и Клинтона сосредоточились на новых позициях французов.
После отступления Дарманьяка дивизия Руже и бригада Пари начали явно сдавать. Увидев разрыв между силами Руже и Топена, Веллингтон приказал 52-му полку выдвинуться из римского лагеря и вбить клин в оборонительную линию французов. Командир подразделения Джон Колборн провел своих людей по заболоченной местности, а затем по склону к холму Люк; за ним следовал Веллингтон со своим штабом. Они укрепились на вершине хребта на левом фланге Топена. Дивизия Топена, оба фланга которой были разбиты, поспешно отступила на северо-восток. Она так и не смогла сгруппироваться, хотя ей удалось спасти всю артиллерию, кроме двух пушек. После отступления дивизия Руже и бригада Пари объединились и вели тяжелое сражение с преследующими их союзниками.
Бригада Джона Бьюкена всё утро сражалась с французскими защитниками Ортеза. Получив приказ пересечь Гав-де-По, в 11:00 Хилл направился в Суар-Форд. Прибыв туда, его англо-португальское войско в 12 000 человек отбросило кавалерийский полк и два батальона 115-го пехотного полка французов, оборонявших брод. Вскоре войска Хилла перешли реку и оттеснили численно уступающее им подразделение Ариспа. К ним присоединились португальцы Бьюкена, которые пересекли мост близ Ортеза, как только защитники города были оттеснены. Арисп, к силам которого примкнули несколько недавно прибывших батальонов призывников, попытался укрепиться на высотах Мот-де-Тури. Необученные новобранцы оказались плохими бойцами; войска Хилла сломили их сопротивление и захватили три орудия.
Испанский офицер связи из штаба Веллингтона Мигель Рикардо де Алава Эскивель был ранен случайной пулей во время наступления. Когда Веллингтон подъехал к Алаве, он был сбит с коня, когда картечь попала ему в рукоять меча. Несмотря на боль от сильного ушиба бедра, командующий британской армией снова оседлал лошадь и продолжил руководить битвой. В это время Сульт понял, что колонна Хилла может отрезать его армию от Ортеса до дороги на Су-де-Навиль. Он приказал своей армии отступить под прикрытием Вийята, Дарманьяка, Руже и Пари. Поначалу это непростое отступление велось организованно, в строю, хотя за французами следовала британская конная артиллерия и пехота. Однако из-за того, что им пришлось отступать по узким тропинкам и по пересечённой местности, отступающие французские части начали перемешиваться, и сплоченность частей была утеряна. Опасаясь захвата, отступающие солдаты всё больше и больше деморализовывались.
Отступление прикрывали Вийят и Арисп. В Сальсписе войска правого фланга и центра вышли на широкую дорогу. Солдаты дивизии Вийята удерживали эту деревню, пока их в тяжёлой борьбе не оттеснил 42-й пехотный полк. Последние 3 мили (5 км) до моста Су-де-Навиль армия Сульта уже шла неорганизованной толпой. Кавалерийские бригады Фейна, Вивиана и Сомерсета не смогли атаковать её только потому, что местность была сплошь пересечена стенами и рвами. Только 7-й гусарский полк устроил успешную атаку, разбив один батальон 115-го линейного полка и подразделение Национальной гвардии Франции из дивизии Ариспа. В Су-де-Навиле командующий артиллерией Сульта Луи Тирле установил батарею из 12 орудий, чтобы прикрыть мост через Лю-де-Беарн. Разгромленные войска Сульта перешли мост и продолжали идти до Ажетмо. Пехота Вийята и Ариспа и кавалерия Пьера Сульта оставались в Су-де-Навиле до десяти часов вечера, после чего они взорвали мост и присоединились к отступающим.

## Итог

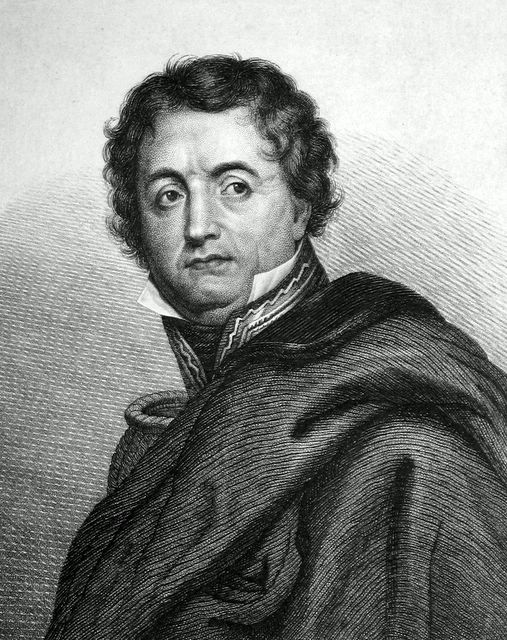
Жан де Дьё Сульт

Сульт потерял шесть полевых орудий и 3985 человек, в том числе 542 убитых, 2077 раненых и 1366 пленных. Фуа и бригадиры Этьен де Барбо и Николя Груарде были ранены. Бригадный генерал Жан-Пьер Бешо из дивизии Топена был убит. Союзники потеряли 367 убитых, 1727 раненых и 80 пленных, итого 2174 человека. Из них португальские потери составили 156 убитых, 354 раненых и 19 захваченных в плен, то время как британские потери составили 211 убитых, 1373 раненых и 61 пленный. В дополнение к боевым потерям, многие из недавно призванных французских солдат дезертировали. Сульт не пытался защитить Лю-де-Беарн со своей деморализованной армией. Вместо этого он отступил на север в Сен-Север на Адуре.
Теперь перед Сультом стояла дилемма. Он не мог защитить одновременно и важный юго-западный порт Бордо, и Тулузу. Он решил, что при попытке удержать Бордо у него в тылу окажется устье Гаронны, и что в этом районе будет трудно добывать съестные припасы. Поэтому французский маршал решил идти на восток в направлении Тулузы. 2 марта союзники столкнулись с французами в бою возле Эр-сюр-л’Адура, в результате которого французы потеряли убитыми и ранеными около 250 человек, в том числе 12 офицеров; 100 человек попало в плен. Ипполита да Коста послал свою португальскую бригаду в атаку на сильно укреплённые позиции французов. Когда она была отражена с серьёзными потерями (было убито 5 офицеров и 100 солдат), Да Коста не сумел сплотить солдат и был отстранён от командования. Британские потери во 2-й дивизии составили 156 убитыми и ранеными. После этой стычки с Хиллом Арисп покинул Эр. Сульт отошел к позиции между Мобургетом и Плезансом, где его армия остановилась на десять дней.
Желая извлечь выгоду из неспособности Сульта защитить Бордо, Веллингтон отправил Бересфорда и 4-ю и 7-ю дивизии захватить этот морской порт. Бересфорд покинул лагерь союзников 7 марта и оккупировал Бордо 12 марта. Оставив 7-ю дивизию в качестве оккупационных сил, Бересфорд поспешил вернуться вместе с 4-й дивизией, и 19 марта присоединился к Веллингтону. В этот период численность пехоты союзников сократилась до 29 000 человек, поэтому Веллингтон не беспокоил Сульта. Чтобы восполнить недостаток сил, командующий британской армией приказал своим тяжёлым кавалерийским бригадам присоединиться к нему. Он также потребовал, чтобы ему были переданы 8000 испанских солдат, которые должны были содержаться на деньги британской казны. 10 апреля произошла битва при Тулузе.

## Справочная литература
- Gates, David. The Spanish Ulcer: A History of the Peninsular War (англ.). — London: Pimlico, 2002. — ISBN 0-7126-9730-6.
- Glover, Michael. The Peninsular War 1807–1814 (англ.). — London: Penguin, 2001. — ISBN 0-14-139041-7.
- Hall, John A. A History of the Peninsular War Volume VIII: The Biographical Dictionary of British Officers Killed and Wounded, 1808–1814 (англ.). — Mechanicsburg, Pa.: Stackpole, 1998. — Vol. 8. — ISBN 1-85367-315-3.
- Nafziger, George[англ.]. The End of Empire: Napoleon's 1814 Campaign (англ.). — Solihull, UK: Helion & Company, 2015. — ISBN 978-1-909982-96-3.
- Charles Oman. A History of the Peninsular War Volume VII (англ.). — Mechanicsburg, Pa.: Stackpole, 1997. — Vol. 7. — ISBN 1-85367-227-0.
- Digby Smith. The Napoleonic Wars Data Book (англ.). — London: Greenhill, 1998. — ISBN 1-85367-276-9.

## Для дальнейшего чтения
- Broughton, Tony. Generals Who Served in the French Army during the Period 1789–1815. The Napoleon Series (2010). Дата обращения: 30 декабря 2016. This is an excellent source for the full names of French generals.
- Chandler, David. Dictionary of the Napoleonic Wars (неопр.). — New York: Macmillan, 1979. — ISBN 0-02-523670-9.
- Rozes, Stéphane. Bataille d'Orthez: 27 Février 1814.